# Kevin Hays
Kevin Hays (* 1. Mai 1968 in New York City) ist ein US-amerikanischer  Musiker des Modern Jazz (Pianist, Arrangeur und Komponist).

## Leben und Wirken
Hays, dessen Vater Hobby-Jazzpianist war, wuchs in Greenwich (Connecticut) auf und erlernte bereits mit sechs Jahren das Klavierspiel. Mit 15 Jahren hatte er erste professionelle Auftritte, zwei Jahre später spielte er bei Nick Brignola. Nach einem Studium an der Manhattan School of Music tourte er durch die Vereinigten Staaten, Japan und Europa, u. a. mit den Harper Brothers, Benny Golson, Joe Henderson und Eddie Gomez. 1991 nahm er für SteepleChase sein Debütalbum Sweet Ear auf, bei dem Eddie Henderson, Vincent Herring, James Genus und Joe Chambers mitwirkten.
Nach zwei weiteren Produktion für das Label erhielt er 1994 einen Plattenvertrag bei Blue Note Records; auf dem Label erschienen dann drei Alben, darunter Seventh Sense (1994) und Andalucia (1997) mit Ron Carter und Jack DeJohnette. 1995 holte ihn Sonny Rollins in sein Ensemble; danach ging er mit John Scofield auf Tournee. Er arbeitete außerdem mit einem eigenen Trio und im Bill Stewart Trio. 2006 entstand ein Soloalbum von Kevin Hays für das deutsche Label ACT. Er ist auch Mitglied im The Sangha Quartet, in dem er mit Seamus Blake, Larry Grenadier und Bill Stewart spielt. Für dessen Album Fear of Roaming trug er mehrere Kompositionen bei. Um das Jahr 2010 spielte er im eigenen Trio mit Doug Weiss am Bass und Bill Stewart am Schlagzeug. 2016 war er mit Jeff Ballard und Michel Portal auf Tournee. Sein Duo Hope mit Lionel Loueke wurde 2019 vom NDR als Jazz-Album der Woche hervorgehoben.
Hays arbeitete außerdem mit Klaus Doldinger, Dominique Eade, Tim Hagans, Antonio Hart, Pat Metheny, Roy Haynes, Donald Harrison, Chris Potter, Al Foster,  Art Farmer, Louis Smith, Jim Snidero, Mark Turner, Jeff Williams, Buster Williams und Joshua Redman.

## Diskographische Hinweise
- Crossroad (SteepleChase, 1992)
- Seventh Sense (Blue Note, 1994)
- Go Round (Blue Note, 1995)
- Open Range: Piano Works III (ACT, 2006; solo)
- You've Got a Friend (Jazz Eyes, 2007, mit Doug Weiss, Bill Stewart)
- Kevin Hays/Brad MehldauModern Music. Composed and Arranged by Patrick Zimmerli (Nonesuch, 2011)
- New Day (Sunnyside Records, 2015, mit Grégoire Maret, Tony Scherr, Rob Jost, Greg Joseph)
- North (Sunnyside Records, 2016, mit Rob Jost, Greg Joseph)[1]
- Kevin Hays, Ben Street & Billy Hart: All Things Are (Smoke Sessions, 2021)
- Obed Calvaire, Bob Franceschini, Kevin Hays & Orlando le Fleming: Whole Lotta Love: The Music of Led Zeppelin (Chesky Records, 2021)
- Kevin Hays & Bill Stewart: American Ballad (2022)